# ピロリン-2-カルボン酸レダクターゼ
ピロリン-2-カルボン酸レダクターゼ(pyrroline-2-carboxylate reductase)は、アルギニン、プロリン代謝酵素の一つで、次の化学反応を触媒する酸化還元酵素である。
L-プロリン + NAD(P)+ {\displaystyle \rightleftharpoons } 1-ピロリン-2-カルボン酸 + NAD(P)H + H+
反応式の通り、この酵素の基質はL-プロリンとNAD(P)+、生成物は1-ピロリン-2-カルボン酸とNAD(P)HとH+である。
組織名はL-proline:NAD(P)+ 2-oxidoreductaseで、別名にδ1-pyrroline-2-carboxylate reductaseがある。